# 1997–1998-as magyar labdarúgókupa
Az 1997–1998-as magyar labdarúgókupa a sorozat 59. kiírása volt. A döntőben az MTK és az Újpest mérkőzött meg. A győzelmet az MTK szerezte meg.

## 1. forduló
Öt kiemelt csapat (MTK FC, Újpesti TE, Ferencváros, Vasas, BVSC) nem játszott a csoportkörben, csak a 32 között kapcsolódtak be.
hivatalos játéknapok: július 30., augusztus 13., 27.
1. csoport
| Hely. | Csapat          | M | Gy | D | V | G+ | G– | Gk  | P | Továbbjutás vagy kiesés     |     | TISZ | NYÍR | BOD | FÜZ |
| ----- | --------------- | - | -- | - | - | -- | -- | --- | - | --------------------------- | --- | ---- | ---- | --- | --- |
| 1.    | Tiszakécskei FC | 3 | 3  | 0 | 0 | 10 | 0  | +10 | 9 | Továbbjutott a 2. fordulóba |     | —    | 1–0  | 7–0 | 2–0 |
| 2.    | Nyíregyházi FC  | 3 | 1  | 1 | 1 | 6  | 2  | +4  | 4 | Továbbjutott a 2. fordulóba |     | 0–1  | —    | 1–1 | 5–0 |
| 3.    | Bodroghalom     | 3 | 1  | 1 | 1 | 3  | 8  | −5  | 4 |                             |     | 0–7  | 1–1  | —   | 2–0 |
| 4.    | Füzesabony      | 3 | 0  | 0 | 3 | 0  | 9  | −9  | 0 |                             | 0–2 | 0–5  | 0–2  | —   |     |

2. csoport
| Hely. | Csapat             | M | Gy | D | V | G+ | G– | Gk | P | Továbbjutás vagy kiesés     |     | SZOL | STAD | PÜS | BEK |
| ----- | ------------------ | - | -- | - | - | -- | -- | -- | - | --------------------------- | --- | ---- | ---- | --- | --- |
| 1.    | Szolnoki MÁV FC    | 3 | 1  | 2 | 0 | 8  | 3  | +5 | 5 | Továbbjutott a 2. fordulóba |     | —    | 2–2  | 0–0 | 6–1 |
| 2.    | Stadler FC         | 3 | 1  | 2 | 0 | 6  | 4  | +2 | 5 | Továbbjutott a 2. fordulóba |     | 2–2  | —    | 3–1 | 1–1 |
| 3.    | Püspökladányi FC   | 3 | 0  | 2 | 1 | 3  | 5  | −2 | 2 |                             |     | 0–0  | 1–3  | —   | 2–2 |
| 4.    | Szerencs-Bekecs FC | 3 | 0  | 2 | 1 | 4  | 9  | −5 | 2 |                             | 1–6 | 1–1  | 2–2  | —   |     |

3. csoport
| Hely. | Csapat                 | M | Gy | D | V | G+ | G– | Gk | P | Továbbjutás vagy kiesés     |     | TISZ | HER | BAL |
| ----- | ---------------------- | - | -- | - | - | -- | -- | -- | - | --------------------------- | --- | ---- | --- | --- |
| 1.    | Tiszavasvári Alkaloida | 2 | 2  | 0 | 0 | 6  | 2  | +4 | 6 | Továbbjutott a 2. fordulóba |     | —    | 4–1 | 2–1 |
| 2.    | Hernádkércs            | 2 | 1  | 0 | 1 | 4  | 6  | −2 | 3 |                             |     | 1–4  | —   | 3–2 |
| 3.    | Balassagyarmati SE     | 2 | 0  | 0 | 2 | 3  | 5  | −2 | 0 |                             | 1–2 | 2–3  | —   |     |

4. csoport
| Hely. | Csapat           | M | Gy | D | V | G+ | G– | Gk  | P | Továbbjutás vagy kiesés     |     | SBTC | VÁC | BES | ABA |
| ----- | ---------------- | - | -- | - | - | -- | -- | --- | - | --------------------------- | --- | ---- | --- | --- | --- |
| 1.    | Salgótarjáni BTC | 3 | 3  | 0 | 0 | 6  | 2  | +4  | 9 | Továbbjutott a 2. fordulóba |     | —    | 2–1 | 2–1 | 2–0 |
| 2.    | Vác FC           | 3 | 2  | 0 | 1 | 14 | 2  | +12 | 6 | Továbbjutott a 2. fordulóba |     | 1–2  | —   | 5–0 | 8–0 |
| 3.    | Besenyőtelek     | 3 | 1  | 0 | 2 | 4  | 8  | −4  | 3 |                             |     | 1–2  | 0–5 | —   | 3–1 |
| 4.    | Abaújszántó      | 3 | 0  | 0 | 3 | 1  | 13 | −12 | 0 |                             | 0–2 | 0–8  | 1–3 | —   |     |

5. csoport
| Hely. | Csapat          | M | Gy | D | V | G+ | G– | Gk | P | Továbbjutás vagy kiesés     |     | SZEG | CSEN | DVSC | GYU |
| ----- | --------------- | - | -- | - | - | -- | -- | -- | - | --------------------------- | --- | ---- | ---- | ---- | --- |
| 1.    | Szeged-Dorozsma | 3 | 2  | 0 | 1 | 9  | 2  | +7 | 6 | Továbbjutott a 2. fordulóba |     | —    | 2–1  | 2–1  | 5–0 |
| 2.    | Csenger         | 3 | 1  | 2 | 0 | 4  | 5  | −1 | 5 | Továbbjutott a 2. fordulóba |     | 1–2  | —    | 2–2  | 1–1 |
| 3.    | Debreceni VSC   | 3 | 1  | 1 | 1 | 4  | 4  | 0  | 4 |                             |     | 1–2  | 2–2  | —    | 1–0 |
| 4.    | Gyulai FC       | 3 | 0  | 1 | 2 | 1  | 7  | −6 | 1 |                             | 0–5 | 1–1  | 0–1  | —    |     |

6. csoport
| Hely. | Csapat         | M | Gy | D | V | G+ | G– | Gk | P | Továbbjutás vagy kiesés     |     | DIÓ | NYÍR | MEZ |
| ----- | -------------- | - | -- | - | - | -- | -- | -- | - | --------------------------- | --- | --- | ---- | --- |
| 1.    | Diósgyőri FC   | 2 | 2  | 0 | 0 | 9  | 2  | +7 | 6 | Továbbjutott a 2. fordulóba |     | —   | 4–1  | 5–1 |
| 2.    | Nyírlugos SE   | 2 | 1  | 0 | 1 | 4  | 4  | 0  | 3 |                             |     | 1–4 | —    | 3–0 |
| 3.    | Mezőberényi FC | 2 | 0  | 0 | 2 | 1  | 8  | −7 | 0 |                             | 1–5 | 0–3 | —    |     |

7. csoport
| Hely. | Csapat      | M | Gy | D | V | G+ | G– | Gk | P | Továbbjutás vagy kiesés     |     | CSEP | DUN | ORG |
| ----- | ----------- | - | -- | - | - | -- | -- | -- | - | --------------------------- | --- | ---- | --- | --- |
| 1.    | Csepel SC   | 2 | 1  | 1 | 0 | 10 | 3  | +7 | 4 | Továbbjutott a 2. fordulóba |     | —    | 2–2 | 8–1 |
| 2.    | Dunaferr SE | 2 | 1  | 1 | 0 | 5  | 3  | +2 | 4 |                             |     | 2–2  | —   | 3–1 |
| 3.    | Orgovány    | 2 | 0  | 0 | 2 | 2  | 11 | −9 | 0 |                             | 1–8 | 1–3  | —   |     |

8. csoport
| Hely. | Csapat          | M | Gy | D | V | G+ | G– | Gk | P | Továbbjutás vagy kiesés     |     | PAKS | SIÓ | CSÁK | NEM |
| ----- | --------------- | - | -- | - | - | -- | -- | -- | - | --------------------------- | --- | ---- | --- | ---- | --- |
| 1.    | Paksi Atomerőmű | 3 | 2  | 1 | 0 | 8  | 1  | +7 | 7 | Továbbjutott a 2. fordulóba |     | —    | 4–0 | 3–0  | 1–1 |
| 2.    | Siófoki Bányász | 3 | 2  | 1 | 0 | 6  | 2  | +4 | 7 | Továbbjutott a 2. fordulóba |     | 1–1  | —   | 2–0  | 3–1 |
| 3.    | Csákvár FC      | 3 | 1  | 0 | 2 | 3  | 6  | −3 | 3 |                             |     | 0–3  | 0–2 | —    | 3–1 |
| 4.    | Nemesnádudvar   | 3 | 0  | 0 | 3 | 2  | 10 | −8 | 0 |                             | 0–4 | 1–3  | 1–3 | —    |     |

9. csoport
| Hely. | Csapat               | M | Gy | D | V | G+ | G– | Gk  | P | Továbbjutás vagy kiesés     |     | BÉK | SZÁZ | RAFC | Csávoly |
| ----- | -------------------- | - | -- | - | - | -- | -- | --- | - | --------------------------- | --- | --- | ---- | ---- | ------- |
| 1.    | Békéscsabai Előre FC | 3 | 3  | 0 | 0 | 10 | 2  | +8  | 9 | Továbbjutott a 2. fordulóba |     | —   | 1–0  | 4–2  | 5–0     |
| 2.    | Százhalombatta FC    | 3 | 1  | 1 | 1 | 6  | 2  | +4  | 4 | Továbbjutott a 2. fordulóba |     | 0–1 | —    | 1–1  | 5–0     |
| 3.    | RAFC                 | 3 | 1  | 1 | 1 | 8  | 7  | +1  | 4 |                             |     | 2–4 | 1–1  | —    | 5–2     |
| 4.    | Csávolyi SK          | 3 | 0  | 0 | 3 | 2  | 15 | −13 | 0 |                             | 0–5 | 0–5 | 2–5  | —    |         |

10. csoport
| Hely. | Csapat          | M | Gy | D | V | G+ | G– | Gk  | P | Továbbjutás vagy kiesés     |     | SOP | Gázszer | BKV | TÁP |
| ----- | --------------- | - | -- | - | - | -- | -- | --- | - | --------------------------- | --- | --- | ------- | --- | --- |
| 1.    | Matáv SC Sopron | 3 | 2  | 1 | 0 | 11 | 3  | +8  | 7 | Továbbjutott a 2. fordulóba |     | —   | 2–1     | 1–1 | 8–1 |
| 2.    | Gázszer FC      | 3 | 2  | 0 | 1 | 4  | 3  | +1  | 6 | Továbbjutott a 2. fordulóba |     | 1–2 | —       | 2–1 | 1–0 |
| 3.    | BKV Előre SC    | 3 | 1  | 1 | 1 | 6  | 5  | +1  | 4 |                             |     | 1–1 | 1–2     | —   | 4–2 |
| 4.    | Tápiógyörgye    | 3 | 0  | 0 | 3 | 3  | 13 | −10 | 0 |                             | 1–8 | 0–1 | 2–4     | —   |     |

11. csoport
| Hely. | Csapat            | M | Gy | D | V | G+ | G– | Gk | P | Továbbjutás vagy kiesés     |     | KER | SOP | TÖR |
| ----- | ----------------- | - | -- | - | - | -- | -- | -- | - | --------------------------- | --- | --- | --- | --- |
| 1.    | III. Kerületi TVE | 2 | 1  | 1 | 0 | 8  | 4  | +4 | 4 | Továbbjutott a 2. fordulóba |     | —   | 5–1 | 3–3 |
| 2.    | Soproni FAC       | 2 | 1  | 0 | 1 | 5  | 6  | −1 | 3 |                             |     | 1–5 | —   | 4–1 |
| 3.    | Törökbálint       | 2 | 0  | 1 | 1 | 4  | 7  | −3 | 1 |                             | 3–3 | 1–4 | —   |     |

12. csoport
| Hely. | Csapat             | M | Gy | D | V | G+ | G– | Gk | P | Továbbjutás vagy kiesés     |     | HAL | SZAB | DUN | PET |
| ----- | ------------------ | - | -- | - | - | -- | -- | -- | - | --------------------------- | --- | --- | ---- | --- | --- |
| 1.    | Haladás VFC        | 3 | 3  | 0 | 0 | 6  | 3  | +3 | 9 | Továbbjutott a 2. fordulóba |     | —   | 1–0  | 2–1 | 3–2 |
| 2.    | Szabadegyháza      | 3 | 1  | 1 | 1 | 3  | 3  | 0  | 4 | Továbbjutott a 2. fordulóba |     | 0–1 | —    | 2–1 | 1–1 |
| 3.    | Dunakeszi VSE      | 3 | 1  | 0 | 2 | 5  | 6  | −1 | 3 |                             |     | 1–2 | 1–2  | —   | 3–2 |
| 4.    | Petőházi Cukorgyár | 3 | 0  | 1 | 2 | 5  | 7  | −2 | 1 |                             | 2–3 | 1–1 | 2–3  | —   |     |

13. csoport
| Hely. | Csapat               | M | Gy | D | V | G+ | G– | Gk | P | Továbbjutás vagy kiesés     |     | VID | JÁN | BÜK | VESZ |
| ----- | -------------------- | - | -- | - | - | -- | -- | -- | - | --------------------------- | --- | --- | --- | --- | ---- |
| 1.    | Videoton Fehérvár FC | 3 | 2  | 1 | 0 | 12 | 3  | +9 | 7 | Továbbjutott a 2. fordulóba |     | —   | 6–0 | 2–2 | 4–1  |
| 2.    | Jánossomorja         | 3 | 1  | 1 | 1 | 5  | 10 | −5 | 4 | Továbbjutott a 2. fordulóba |     | 0–6 | —   | 3–3 | 2–1  |
| 3.    | Büki TK              | 3 | 0  | 3 | 0 | 6  | 6  | 0  | 3 |                             |     | 2–2 | 3–3 | —   | 1–1  |
| 4.    | Jutas-Veszprém FK    | 3 | 0  | 1 | 2 | 3  | 7  | −4 | 1 |                             | 1–4 | 1–2 | 1–1 | —   |      |

14. csoport
| Hely. | Csapat          | M | Gy | D | V | G+ | G– | Gk  | P | Továbbjutás vagy kiesés     |     | KIS | DOR | CELL | SOP |
| ----- | --------------- | - | -- | - | - | -- | -- | --- | - | --------------------------- | --- | --- | --- | ---- | --- |
| 1.    | Kispest Honvéd  | 3 | 2  | 1 | 0 | 9  | 4  | +5  | 7 | Továbbjutott a 2. fordulóba |     | —   | 2–2 | 5–1  | 2–1 |
| 2.    | Dorogi SE       | 3 | 1  | 2 | 0 | 6  | 3  | +3  | 5 | Továbbjutott a 2. fordulóba |     | 2–2 | —   | 1–1  | 3–0 |
| 3.    | Celldömölki VSE | 3 | 1  | 1 | 1 | 8  | 6  | +2  | 4 |                             |     | 1–5 | 1–1 | —    | 6–0 |
| 4.    | Soproni VSE     | 3 | 0  | 0 | 3 | 1  | 11 | −10 | 0 |                             | 1–2 | 0–3 | 0–6 | —    |     |

15. csoport
| Hely. | Csapat                   | M | Gy | D | V | G+ | G– | Gk  | P | Továbbjutás vagy kiesés     |     | ETO  | KAN | BERK | SÁR |
| ----- | ------------------------ | - | -- | - | - | -- | -- | --- | - | --------------------------- | --- | ---- | --- | ---- | --- |
| 1.    | Győri ETO FC             | 3 | 3  | 0 | 0 | 15 | 1  | +14 | 9 | Továbbjutott a 2. fordulóba |     | —    | 2–1 | 12–0 | 1–0 |
| 2.    | Nagykanizsai Olajbányász | 3 | 2  | 0 | 1 | 5  | 2  | +3  | 6 | Továbbjutott a 2. fordulóba |     | 1–2  | —   | 1–0  | 3–0 |
| 3.    | Nagyberki KVSC           | 3 | 1  | 0 | 2 | 2  | 14 | −12 | 3 |                             |     | 0–12 | 0–1 | —    | 2–1 |
| 4.    | Sárvári FC               | 3 | 0  | 0 | 3 | 1  | 6  | −5  | 0 |                             | 0–1 | 0–3  | 1–2 | —    |     |

16. csoport
| Hely. | Csapat           | M | Gy | D | V | G+ | G– | Gk | P | Továbbjutás vagy kiesés     |     | ZTE | PVSK | BARCS |
| ----- | ---------------- | - | -- | - | - | -- | -- | -- | - | --------------------------- | --- | --- | ---- | ----- |
| 1.    | Zalaegerszegi TE | 2 | 2  | 0 | 0 | 6  | 1  | +5 | 6 | Továbbjutott a 2. fordulóba |     | —   | 2–1  | 4–0   |
| 2.    | Pécsi VSK        | 2 | 1  | 0 | 1 | 4  | 3  | +1 | 3 |                             |     | 1–2 | —    | 3–1   |
| 3.    | Barcs SC         | 2 | 0  | 0 | 2 | 1  | 7  | −6 | 0 |                             | 0–4 | 1–3 | —    |       |

## Második forduló
| 1. csapat            | Eredmény   | 2. csapat                |
| -------------------- | ---------- | ------------------------ |
| 1997. október 8.     |            |                          |
| Csengeri FC          | 0–2        | Haladás                  |
| Gázszer FC           | 4–2        | Békéscsabai Előre        |
| Zalaegerszegi TE     | 4–1        | Matáv Sopron             |
| 1997. október 10.    |            |                          |
| Tiszakécskei FC      | 0–3        | Vác FC                   |
| 1997. október 14.    |            |                          |
| Dorog                | 0–2        | MTK FC                   |
| 1997. október 15.    |            |                          |
| Szabadegyháza        | 0–4        | Újpesti TE               |
| Salgótarjáni BTC     | 3–1        | Csepel SC                |
| Kispest Honvéd       | 2–1        | Tiszavasvári Alkaloida   |
| III. Kerületi TVE    | 3–1        | BVSC                     |
| Jánossomorja         | 1–6        | Siófoki Bányász          |
| Videoton Fehérvár FC | 4–0        | Nyíregyházi FC           |
| Paksi Atomerőmű      | 0–2        | Szeged-Dorozsma          |
| Diósgyőri FC         | 2–1        | Ferencvárosi TC          |
| Százhalombatta       | 1–1 b: 3-4 | Vasas                    |
| Stadler FC           | 3–1        | Szolnoki MÁV             |
| Győri ETO FC         | 3–1        | Nagykanizsai Olajbányász |

## Nyolcaddöntő
| 1. csapat          | Eredmény   | 2. csapat            |
| ------------------ | ---------- | -------------------- |
| 1997. november 28. |            |                      |
| Zalaegerszegi TE   | 2–0        | Stadler FC           |
| 1997. november 29. |            |                      |
| MTK FC             | 1–0        | Diósgyőri FC         |
| Vác FC             | 2–0        | Videoton Fehérvár FC |
| Haladás            | 2–3        | Újpesti TE           |
| Siófoki Bányász    | 2–1        | Győri ETO FC         |
| 1997. november 30. |            |                      |
| Vasas              | 4–3 hu.    | Kispest Honvéd       |
| 1997. december 3.  |            |                      |
| Szeged-Dorozsma    | 1–2 hu.    | Salgótarjáni BTC     |
| III. Kerületi TVE  | 0–0 b: 4-5 | Gázszer FC           |

## Negyeddöntő
| 1. csapat         | Eredmény   | 2. csapat        |
| ----------------- | ---------- | ---------------- |
| 1998. március 11. |            |                  |
| MTK FC            | 4–0        | Vác FC           |
| Vasas             | 1–0        | Zalaegerszegi TE |
| Újpesti TE        | 2–1        | Gázszer FC       |
| Salgótarjáni BTC  | 0–0 b: 3-1 | Siófoki Bányász  |

## Elődöntő
| 1. csapat        | Eredmény   | 2. csapat        |
| ---------------- | ---------- | ---------------- |
| 1998. április 8. |            |                  |
| Vasas            | 2–2 b: 4-5 | MTK FC           |
| Újpesti TE       | 2–0        | Salgótarjáni BTC |

## Döntő
| 1998. május 13. 19:00 |

| MTK Hungária FC | 1–0   | Újpesti TE |
| --------------- | ----- | ---------- |
| Kuttor 73'      | (0–0) |            |

| Fáy utcai stadion, Budapest Nézőszám: 13 000 Játékvezető: Tóth Vencel Asszisztensek: Márton Sándor, Varga László |

| MTK | Újpesti TE |

| KA              |  | Babos Gábor      |     |     |
| V               |  | Lőrincz Emil     |     |     |
| V               |  | Kuttor Attila    |     |     |
| V               |  | Molnár Zoltán    | 75' |     |
| V               |  | Szekeres Tamás   |     |     |
| KP              |  | Madar Csaba      |     |     |
| KP              |  | Halmai Gábor     |     |     |
| KP              |  | Illés Béla       | 9'  |     |
| KP              |  | Szamosi Tamás    |     |     |
| CS              |  | Orosz Ferenc     |     | 90' |
| CS              |  | Szabados Attila  | 29' | 78' |
| Cserék:         |  |                  |     |     |
|                 |  | Zimmermann Tamás |     | 78' |
|                 |  | Kincses Péter    |     | 90' |
|                 |  |                  |     |     |
|                 |  |                  |     |     |
|                 |  |                  |     |     |
| Vezetőedző:     |  |                  |     |     |
| Egervári Sándor |  |                  |     |     |

| KA            |  | Bíró Szabolcs  |     |     |
| V             |  | Sebők Vilmos   |     |     |
| V             |  | Tamási Zoltán  |     |     |
| V             |  | Fehér Csaba    |     |     |
| KP            |  | Jenei Sándor   |     |     |
| KP            |  | Pető Tamás     | 15' |     |
| KP            |  | Kozma István   |     | 77' |
| KP            |  | Szlezák Zoltán |     |     |
| CS            |  | Herczeg Miklós |     | 80' |
| CS            |  | Tóth Norbert   |     |     |
| CS            |  | Korsós Attila  | 76' |     |
| Cserék:       |  |                |     |     |
|               |  |                |     |     |
|               |  |                |     |     |
|               |  | Onyeabor Monye |     | 77' |
|               |  | Eszenyi Dénes  |     | 80' |
|               |  |                |     |     |
| Vezetőedző:   |  |                |     |     |
| Várhidi Péter |  |                |     |     |

Az MTK MK-ban szerepelt játékosai: Babos Gábor (5) – Csábi József (1), Csertői Aurél (1), Egressy Gábor (labdarúgó) (3), Farkas Attila (2), Farkasházy László (4), Halmai Gábor (5), Illés Béla (4), Kenesei Krisztián (3), Kincses Péter (1), Kuttor Attila (5), Lőrincz Emil (4), Madar Csaba (4), Molnár Zoltán (4), Orosz Ferenc (3), Preisinger Sándor (3), Szabados Attila (3), Szamosi Tamás (5), Szekeres Tamás (3), Talapa János (1), Zimmermann Tamás (4), Zsivóczky Gyula (1)